# Sebastian Berwick
Sebastian Berwick (Brisbane, 15 december 1999) is een Australisch wielrenner die anno 2024 rijdt voor Caja Rural-Seguros RGA.

## Carrière
In 2017 werd Berwick kampioen van Oceanië bij de junioren in zowel de tijdrit als de wegwedstrijd. Hij behaalde in 2020 een tweede plaats in algemeen klassement van de Herald Sun Tour. Vanaf 2021 komt hij uit voor het UCI World Tour team Israel Start-Up Nation. Zijn overwinningen die hij haalde in de Ronde van de Elzas in 2023 waren namens de opleidingsploeg van Israel-Premier Tech.

## Overwinningen
2017
 Oceanisch kampioen tijdrijden, junioren
 Oceanisch kampioen op de weg, junioren
2020
Jongerenklassement Herald Sun Tour
2021
1e etappe deel B Internationale Wielerweek (ploegentijdrit)
2023
3e etappe Ronde van de Elzas
Eindklassement Ronde van de Elzas
2e etappe Ronde van Hainan

## Resultaten in voornaamste wedstrijden
| Jaar | Ronde van Italië | Ronde van Frankrijk | Ronde van Spanje |
| ---- | ---------------- | ------------------- | ---------------- |
| 2021 |                  |                     | 135e             |
| 2022 |                  |                     |                  |
| 2023 | 71e              |                     |                  |
| 2024 |                  |                     |                  |
| 2025 |                  |                     |                  |

| Jaar | Clásica San Sebastián |
| ---- | --------------------- |
| 2021 | 82e                   |
| 2022 |                       |
| 2023 |                       |
| 2024 |                       |
| 2025 | 28e                   |

## Ploegen
- 2019 –  St George Continental Cycling Team
- 2020 –  St George Continental Cycling Team
- 2021 –  Israel Start-Up Nation
- 2022 –  Israel-Premier Tech
- 2023 –  Israel-Premier Tech
- 2024 –  Caja Rural-Seguros RGA
- 2025 –  Caja Rural-Seguros RGA

Berwick · Calder · Cameron · Cavanagh · Dinham · Dutton · Gandy · Hubbard · Kennett · Law · Quick · Reardon · Strong · Vink · Wiggins · Zenovich
Berwick · Bettles · Cavanagh · Dutton · Gandy · Harvey · Heaney · Kennett · Quick · Reardon · Vink · Wiggins · Yates · Zenovich
Barbier · Berwick · Bevin · Biermans · Boivin · Brändle · Cataford · Cimolai · De Marchi · Dowsett · Einhorn · Froome · Goldstein · Greipel · Hagen · Hermans · Hofstetter · Hollenstein · Impey · Jones vanaf 1 juli · Martin · Neilands · Niv · Piccoli · Renard · Sagiv · Vahtra · Van Asbroeck · Vanmarcke · Woods · Würtz Schmidt · Zabel
Barbier · Berwick · Bevin · Biermans · Boivin · Brändle · Cataford · Clarke · De Marchi · Dowsett · Einhorn · Froome · Fuglsang · Goldstein · Hagen · Hermans · Hollenstein · Houle · Impey · Jones · Neilands · Niv · Nizzolo · Piccoli · Sagiv (tot 3/8) · Strong · Teuns (vanaf 5/8) · Van Asbroeck · Vanmarcke · Woods · Würtz Schmidt · Zabel · Riccitello (stagiair)
Berwick · Boivin · Clarke · Einhorn · Frigo · Froome · Fuglsang · Gee · Goldstein · Hermans · Hollenstein · Hollyman · Houle · Impey · Jones · Neilands · Nizzolo · Pozzovivo (vanaf 6/3) · Reynders · Riccitello · Sagiv · Schultz · Strong · Teuns · Van Asbroeck · Vanmarcke (tot 7/7) · Williams · Woods · Würtz Schmidt · Zabel · Gilmore (stagiair) · Sheehan (stagiair)
Arriola-Bengoa · Aular · Babor · Balderstone · Barceló · Bárta · Berwick · Cepeda · Etxeberria 
· Fernández · González · Guardeño · Hailemichael · Johnston · Leitão · López · Murguialday · Nicolau · Prades ·Schlegel · Silva · Sorarrain · Díaz (stagiair) · Ibáñez (stagiair)